# Myrddin
I Myrddin sono uno dei gruppi di musica celtica-popolare più apprezzati a livello nazionale, ed hanno ottenuto una certa fama per i loro due ultimi cd, legati alle opere di Tolkien.

## Liguri Irlandesi
I Myrddin nascono a Savona nel 1995 su idea dei fratelli Pesenti.
I loro interessi si concentrano sulle tradizioni musicali celtiche ed europee, arricchite da arrangiamenti personali molto innovativi. 
Forti di una decisa qualità tecnica, inseriscono spesso nei loro pezzi ottimi strumentali, alternandoli tuttavia con ritmi e cadenze folk molto piacevoli anche per il pubblico meno esperto. 
I loro ultimi due cd sono Gli Anelli e Il Drago, prodotti in collaborazione con la Società Tolkieniana Italiana. Si tratta di originali interpretazioni di alcune delle più celebri poesie tratte dalle opere del celebre autore del Signore degli Anelli.
La loro ricerca nella musica ligure ha portato inoltre alla luce brani antichi liguri (moresche, mattaccini...) concretizzandosi in un progetto parallelo denominato "Compagnia della Casaccia".

## Formazione
- Eliana Zunino - voce, percussioni
- Luca Pesenti - Fiddle
- Fabio Pesenti - chitarra
- Gian Marco Pietrasanta - flauto, whistles, smallpipes e sax
- Loris Lombardo - percussioni new entry (dal 2009)

## Discografia
- Myrddin Q at Duffy pub (1997)
- Ginevra (2001)
- Gli Anelli (2003)
- Il drago (2005)